# Jeremy Pikser
Jeremy Pikser est un écrivain et scénariste américain.

## Biographie
Jeremy Pikser a appris l'art du scénario à l'Université de New York. Il a été dans sa jeunesse un opposant farouche à la Guerre du Viet-Nam.
Il est surtout connu pour sa participation aux scénarios de Bulworth et de Reds, avec Warren Beatty. Il a écrit The Lemon Sisters, joué par Diane Keaton et Carol Kane, et War, Inc..
Il est membre du comité de parrainage du Tribunal Russell sur la Palestine dont le début des travaux a été présenté le 4 mars 2009.

## Filmographie
Jeremy Pikser a participé au scénario de :
- Bulworth, avec Warren Beatty
- Reds, avec Warren Beatty, Trevor Griffiths, Peter S. Feibleman et Elaine May